# Fondatori della Matica slovenská

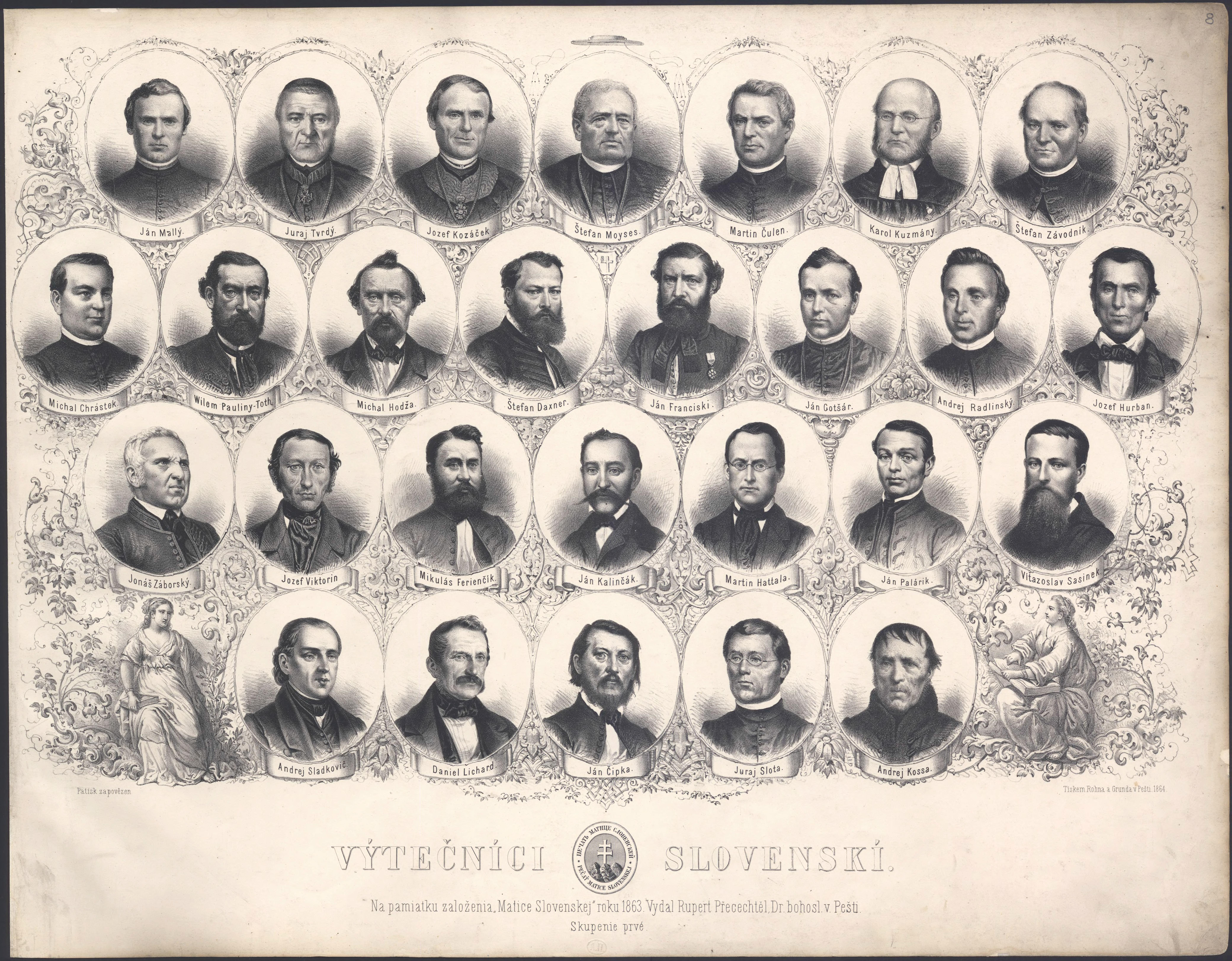
I più importanti fondatori effettivi della Matica slovenská: nella fila in alto Ján Mallý, Juraj Tvrdý, Jozef Kozáček, Štefan Moyzes, Martin Čulen, Karol Kuzmány, Štefan Závodník; nella seconda fila Michal Chrástek, Viliam Pauliny-Tóth, Michal Miloslav Hodža, Štefan Marko Daxner, Ján Francisci-Rimavský, Ján Gotčár, Andrej Ľudovít Radlinský, Jozef Miloslav Hurban; nella terza fila Jonáš Záborský, Jozef Karol Viktorin, Mikuláš Štefan Ferienčík, Ján Kalinčiak, Martin Hattala, Ján Palárik, František Víťazoslav Sasinek; nella fila in basso Andrej Sládkovič, Daniel Lichard, Ján Čipka, Juraj Slota, Andrej Koša.

L'elenco dei fondatori della Matica slovenská comprende i principali sostenitori della Matica slovenská. 
Originariamente la Matica slovenská aveva quattro categorie di membri: fondatori, membri ordinari, sostenitori e membri onorari. I fondatori dovevano aver finanziato Matica slovenská con una donazione di almeno 100 fiorini in un'unica soluzione oppure dovevano impegnarsi a versamenti di 12 fiorini all'anno per dieci anni. La categoria di fondatore non ha quindi un significato legato alla fondazione dell'istituto, che avvenne il 4 agosto 1863, ma era possibile entrare a far parte di questa categoria anche in seguito, proprio per rimarcare una continuità spirituale fra gli effettivi fondatori e le grandi personalità del Risorgimento slovacco che diedero vita alla Matica slovenská e coloro che intendono sostenere la vita dell'istituto. D'altra parte, all'adunata in cui fu fondata la Matica slovenská erano presenti circa 5000 persone.
L'elenco che segue è limitato ai fondatori della Matica slovenská nel primo periodo della sua esistenza, che va fino alla soppressione del 1875. Fra di essi si ritrovano alcune delle principali personalità della cultura slovacca dell'epoca, mentre altri sono semplici sostenitori, che non ebbero un ruolo attivo. Fra questi ultimi, vi sono alcune persone celebri, come l'imperatore Francesco Giuseppe I e altri stranieri, come il croato Josip Juraj Strossmayer, vescovo di Zagabria, personalità importante del Risorgimento croato.  

## Elenco
| Numero | Nome                           | Attività[1]                                                      | Note                                           |
| ------ | ------------------------------ | ---------------------------------------------------------------- | ---------------------------------------------- |
| 1.     | Ján Francisci-Rimavský         | poeta e scrittore                                                | vicepresidente onorario della Matica slovenská |
| 2.     | Jozef Karol Viktorin           | editore                                                          |                                                |
| 3.     | Ján Palárik                    | drammaturgo                                                      |                                                |
| 4.     | Viliam Pauliny-Tóth            | scrittore                                                        | vicepresidente della Matica slovenská          |
| 5.     | Ignác Hurta                    | medico                                                           |                                                |
| 6.     | Ján Seberíny                   | scrittore                                                        |                                                |
| 7.     | Michal Chrástek                | storico della letteratura                                        | segretario della Matica slovenská              |
| 8.     | Karol Vladislav Kuzmány        | ingegnere navale                                                 | figlio di Karol Kuzmány                        |
| 9.     | Montan Divald                  | abate e canonico                                                 |                                                |
| 10.    | Michal Hýroš                   | pubblicista                                                      |                                                |
| 11.    | Alexander Pongrác              | presbitero                                                       |                                                |
| 12.    | Štefan Moyses                  | vescovo cattolico                                                | primo presidente della Matica slovenská        |
| 13.    | Juraj Tvrdý                    | pubblicista                                                      |                                                |
| 14.    | Ján Drahotín Makovický         | insegnante e scrittore                                           |                                                |
| 15.    | Jozef Ščasný                   | parroco                                                          |                                                |
| 16.    | Jozef Daněk                    | birraio                                                          |                                                |
| 17.    | Jozef Kozáček                  | presbitero                                                       | presidente della Matica slovenská              |
| 18.    | Ján Krstiteľ Gombár            | impiegato                                                        |                                                |
| 19.    | Štefan Hýroš                   | storico                                                          |                                                |
| 20.    | Ján Blaho                      | parroco                                                          |                                                |
| 21.    | Tomáš Červeň                   | presbitero                                                       |                                                |
| 22.    | Jozef Emanuel                  | poeta                                                            |                                                |
| 23.    | Anton Beluš                    | pubblicista                                                      |                                                |
| 24.    | Petor Bílka                    |                                                                  |                                                |
| 25.    | Ján Orság                      | presbitero                                                       | secondo vicepresidente della Matica slovenská  |
| 26.    | Alexander Androvich            | avvocato                                                         |                                                |
| 27.    | Franko Strakovič               | presbitero[2]                                                    |                                                |
| 28.    | Baltazár Ružiak                | cappellano militare                                              |                                                |
| 29.    | Andrej Vengerický              | parroco evangelico                                               |                                                |
| 30.    | Ján Nepomuk Scherer            | abate e canonico                                                 |                                                |
| 31.    | František Berlica              | scrittore e presbitero                                           |                                                |
| 32.    | Mikuláš Costan                 | parroco                                                          |                                                |
| 33.    | Anton Cebecauer                | pubblicista e insegnante                                         |                                                |
| 34.    | Martin Tamaškovič              | verseggiatore                                                    |                                                |
| 35.    | Jakub Jančík                   |                                                                  |                                                |
| 36.    | Michal Valášek                 |                                                                  |                                                |
| 37.    | Jozef Machay                   | canonico                                                         |                                                |
| 38.    | Štefan Čulen                   | pubblicista                                                      |                                                |
| 39.    | Ján Galbavý                    | pubblicista                                                      |                                                |
| 40.    | Ján Peller                     |                                                                  |                                                |
| 41.    | Jozef Cochius il Vecchio       | apicoltore, produttore di vernici                                |                                                |
| 42.    | Jozef Cochius il Giovane       | apicoltore, produttore di vernici                                |                                                |
| 43.    | Andrej Ľudovít Radlinský       | presbitero, linguista, pedagogo, fisico, giornalista e scrittore |                                                |
| 44.    | Ignác Plechschmidt             | decano e parroco                                                 |                                                |
| 45.    | Andrej Rišák                   | parroco                                                          |                                                |
| 46.    | Franko Tagányi                 | parroco                                                          |                                                |
| 47.    | František Víťazoslav Sasinek   | storico e archivista                                             | segretario della Matica slovenská              |
| 48.    | Daniel Gabriel Lichard         | scrittore, insegnante e giornalista                              |                                                |
| 49.    | Metell Ožegovič                |                                                                  |                                                |
| 50.    | Ján Mallý                      | giornalista, editore, insegnante e presbitero                    |                                                |
| 51.    | V. B. Slovinský                |                                                                  |                                                |
| 52.    | Matúš Štefko                   |                                                                  |                                                |
| 53.    | Ján Čipka                      | avvocato e imprenditore                                          |                                                |
| 54.    | Samo Chalupka                  | poeta e pastore evangelico                                       |                                                |
| 55.    | Anton Majovský                 | prevosto e parroco                                               |                                                |
| 56.    | Ján Lepényi                    | possidente                                                       |                                                |
| 57.    | Nathan Čipka                   | possidente                                                       |                                                |
| 58.    | Jozef Junás                    | parroco                                                          |                                                |
| 59.    | Jonáš Záborský                 | scrittore, storico e presbitero                                  |                                                |
| 60.    | Ľudovít Babilon                | presbitero                                                       |                                                |
| 61.    | Zuzana Babilon                 |                                                                  |                                                |
| 62.    | Jozef Miloslav Hurban          | scrittore, politico e pastore protestante                        |                                                |
| 63.    | Martin Kohút                   |                                                                  |                                                |
| 64.    | Ján Kovalík                    |                                                                  |                                                |
| 65.    | Samuel Godra                   | scrittore, insegnante, pastore evangelico                        |                                                |
| 66.    | Jozef Piscatoris               | mercante                                                         |                                                |
| 67.    | František Hánrich              | avvocato                                                         |                                                |
| 68.    | Ľudovít Turzo-Nosický          | avvocato e politico                                              |                                                |
| 69.    | Ignác Kubiš                    | parroco                                                          |                                                |
| 70.    | Franko Čillík                  | parroco                                                          |                                                |
| 71.    | Andrej Pálka il Vecchio        | artigiano e commerciante                                         |                                                |
| 72.    | Petor Pálka                    | mercante                                                         |                                                |
| 73.    | Jozef Pálka                    | mercante                                                         |                                                |
| 74.    | Jozef Kováč                    | imprenditore                                                     |                                                |
| 75.    | Andrej Stodola                 | pellaio e imprenditore                                           |                                                |
| 76.    | Josip Juraj Strossmayer        | vescovo cattolico                                                |                                                |
| 77.    | Karol Kuzmány                  | scrittore, giornalista e pastore evangelico                      | primo vicepresidente della Matica slovenská    |
| 78.    | Michal Valovič                 |                                                                  |                                                |
| 79.    | Štefan Vagač                   |                                                                  |                                                |
| 80.    | Michal Wagner                  | artigiano                                                        |                                                |
| 81.    | Ľudovít Dohnány                | pubblicista, avvocato                                            |                                                |
| 82.    | Stanislav Janata Kotík         | medico                                                           |                                                |
| 83.    | Samuel Novák                   |                                                                  |                                                |
| 84.    | Ján Semian                     |                                                                  |                                                |
| 85.    | Ján Nepomuk Weiss              | prevosto e canonico                                              |                                                |
| 86.    | Samuel Bodorovský              | impiegato                                                        |                                                |
| 87.    | Franko Skicák                  | mercante                                                         |                                                |
| 88.    | Juraj Budatinský               | prevosto e canonico                                              |                                                |
| 89.    | Ján Botto                      | poeta                                                            |                                                |
| 90.    | Alexander Vrchovský            |                                                                  |                                                |
| 91.    | Ján Nemčák                     | parroco                                                          |                                                |
| 92.    | Juraj Stískala                 |                                                                  |                                                |
| 93.    | Karol Kyseľ                    | organaro                                                         |                                                |
| 94.    | Michal Keller                  | parroco                                                          |                                                |
| 95.    | Pavol Stryšovský               | cappellano                                                       |                                                |
| 96.    | Ján Bencúr                     |                                                                  |                                                |
| 97.    | Daniel Beniač                  |                                                                  |                                                |
| 98.    | Ján (Prostoslav) Moravčík      | impiegato                                                        |                                                |
| 99.    | Martin Kukliš                  |                                                                  |                                                |
| 100.   | Daniel Makovický               | banchiere e imprenditore                                         |                                                |
| 101.   | Ján Bohurád                    |                                                                  |                                                |
| 102.   | Daniel Kellner                 |                                                                  |                                                |
| 103.   | Ján Štefánik                   |                                                                  |                                                |
| 104.   | Ján Danko                      |                                                                  |                                                |
| 105.   | Jozef Orság                    | commerciante e imprenditore                                      |                                                |
| 106.   | Štefan Marko Daxner            | avvocato, politico, poeta                                        |                                                |
| 107.   | Ján Krekáč                     |                                                                  |                                                |
| 108.   | Ján Kyseľ                      | organaro                                                         |                                                |
| 109.   | Peter Kellner-Hostinský        | scrittore e filosofo                                             |                                                |
| 110.   | Ján Roháček                    |                                                                  |                                                |
| 111.   | Francesco Giuseppe I           | imperatore                                                       |                                                |
| 112.   | Andrej Havass                  |                                                                  |                                                |
| 113.   | Martin Lepényi                 |                                                                  |                                                |
| 114.   | Ján J. Kraic                   |                                                                  |                                                |
| 115.   | Michal Godra                   | poeta, linguista, pubblicista e insegnante                       |                                                |
| 116.   | Ján Greschner                  |                                                                  |                                                |
| 117.   | Callist Orgoň                  |                                                                  |                                                |
| 118.   | J. L. Kober                    | libraio                                                          |                                                |
| 119.   | Daniel Janovic                 |                                                                  |                                                |
| 120.   | Ignác Scolári                  | parroco                                                          |                                                |
| 121.   | Andrej Krno                    |                                                                  |                                                |
| 122.   | Leopold Bruck                  | bibliotecario, verseggiatore e insegnante                        |                                                |
| 123.   | Vendelín Bruck                 | bibliotecario                                                    |                                                |
| 124.   | Rudolf Nyáry                   | presbitero                                                       |                                                |
| 125.   | Ján Anton Molitoris            | parroco                                                          |                                                |
| 126.   | Adolf Dobrjan'skyj             | avvocato, scrittore, patriota ruteno                             |                                                |
| 127.   | Drahotín Mirko Domoľub         |                                                                  |                                                |
| 128.   | Július Plošic                  | pubblicista                                                      |                                                |
| 129.   | Ján Prekop                     | decano e parroco                                                 |                                                |
| 130.   | Jozef Škultéty                 | critico letterario, linguista, storico e traduttore              | amministratore della Matica slovenská          |
| 131.   | Ján Rodomil Bencúr             |                                                                  |                                                |
| 132.   | Jozef Pantoček                 | pubblicista                                                      |                                                |
| 133.   | Michail Fedorovič Raevskij     | arciprete ortodosso dell'ambasciata russa a Vienna               |                                                |
| 134.   | Ján Chalupka                   | scrittore, drammaturgo, pubblicista e pastore evangelico         |                                                |
| 135.   | Ignác Hančok                   | presbitero                                                       |                                                |
| 136.   | Elek (Alexej) Čaplovič         | pubblicista                                                      |                                                |
| 137.   | Franko Filo                    |                                                                  |                                                |
| 138.   | Štefan Koreň                   | pubblicista e insegnante                                         |                                                |
| 139.   | Samuel Hendl il Vecchio        |                                                                  |                                                |
| 140.   | Tomáš Hromada                  | divulgatore                                                      |                                                |
| 141.   | Michal Miloslav Bakulíny       | insegnante                                                       |                                                |
| 142.   | Michal Učnay                   | scrittore, pubblicista e presbitero                              |                                                |
| 143.   | Ignác Sásik                    |                                                                  |                                                |
| 144.   | Jozef Zimmermann               |                                                                  |                                                |
| 145.   | Gustáv Zechenter (Laskomerský) | scrittore, naturalista e medico                                  |                                                |
| 146.   | Adolf Guttwill                 |                                                                  |                                                |
| 147.   | Pavol Novák                    | presbitero                                                       |                                                |
| 148.   | Ján Pepich                     | parroco evangelico                                               |                                                |
| 149.   | Rastislav Stráňay              |                                                                  |                                                |
| 150.   | Ján Kalinčiak                  | scrittore, critico letterario e pedagogo                         |                                                |
| 151.   | Franko Jakubik                 |                                                                  |                                                |
| 152.   | Pavol Hornáček                 |                                                                  |                                                |
| 153.   | Karol Bránik                   | nobile, possidente e pittore dilettante                          |                                                |
| 154.   | Andrej Bodický                 |                                                                  |                                                |
| 155.   | Juraj Šimunyi                  |                                                                  |                                                |
| 156.   | Ján Kvačala                    |                                                                  |                                                |
| 157.   | Ľudovít Vansa                  | compositore, raccoglitore di canzoni popolari                    |                                                |
| 158.   | Samuel Ruttkay                 | parroco                                                          |                                                |
| 159.   | Daniel Minich                  | presbitero                                                       |                                                |
| 160.   | Matej Steffany                 |                                                                  |                                                |
| 161.   | Matej Fábry                    |                                                                  |                                                |
| 162.   | Jozef Munkay                   |                                                                  |                                                |
| 163.   | Ján Bohuslav Benedicti         |                                                                  |                                                |
| 164.   | Pavol Kuzmány                  | scrittore, impiegato e banchiere                                 | figlio di Karol Kuzmány                        |
| 165.   | Zuzana Faust                   |                                                                  |                                                |
| 166.   | Franko Ottinger                |                                                                  |                                                |
| 167.   | Pavol Berthan                  |                                                                  |                                                |
| 168.   | Adam Kardoš                    | avvocato                                                         |                                                |
| 169.   | Matej Rehák                    |                                                                  |                                                |
| 170.   | Pavol Tergina                  | parroco                                                          |                                                |
| 171.   | Štefan Michálek                |                                                                  |                                                |
| 172.   | Karol Ehn                      |                                                                  |                                                |
| 173.   | Ján Poláček                    |                                                                  |                                                |
| 174.   | Gustáv Michal Burian           |                                                                  |                                                |
| 175.   | Pavol Markovič                 | presbitero                                                       |                                                |
| 176.   | Ján Jaromír Majer              | pedagogo                                                         |                                                |
| 177.   | Ján Krivoš                     |                                                                  |                                                |
| 178.   | Imrich Lange                   |                                                                  |                                                |
| 179.   | Andrej Minich                  |                                                                  |                                                |
| 180.   | František Tileš                | presbitero                                                       |                                                |
| 181.   | August Horislav Krčméry        | compositore e pastore evangelico                                 |                                                |
| 182.   | Eugen Krčméry                  | libraio ed editore                                               |                                                |
| 183.   | Ján Sabó                       |                                                                  |                                                |
| 184.   | Juraj Holček                   | apicoltore                                                       |                                                |
| 185.   | Ján Juriga                     | impiegato                                                        |                                                |
| 186.   | Mikuláš Tiso                   |                                                                  |                                                |
| 187.   | Vojtech Sásik                  |                                                                  |                                                |
| 188.   | Ján Gerometta                  |                                                                  |                                                |
| 189.   | Jozef Trost                    |                                                                  |                                                |
| 190.   | Jozef Ľudovít Holuby           | botanico ed etnografo                                            |                                                |
| 191.   | Gustáv Kordoš                  | pedagogo, divulgatore                                            |                                                |
| 192.   | Matej Nandrássi                |                                                                  |                                                |
| 193.   | Michal Križan                  |                                                                  |                                                |
| 194.   | Matej Hrivnák                  | letterato e presbitero                                           |                                                |
| 195.   | Ján Mičátek                    | poeta, pubblicista e insegnante                                  |                                                |
| 196.   | Ján Kmeť                       | verseggiatore                                                    |                                                |
| 197.   | Mikuláš Štefan Ferienčík       | giornalista e scrittore                                          |                                                |
| 198.   | Andrej Rojko                   | divulgatore, pubblicista e presbitero                            |                                                |
| 199.   | Štefan Radlinský               | teologo                                                          |                                                |
| 200.   | Pavol Križko                   | storico e archivista                                             |                                                |
| 201.   | Anton Knopp                    |                                                                  |                                                |
| 202.   | Andrej Chotváš                 |                                                                  |                                                |
| 203.   | Móric Alster                   | parroco                                                          |                                                |
| 204.   | Emil Koléni                    | storico                                                          |                                                |
| 205.   | Štefan Čech                    |                                                                  |                                                |
| 206.   | Juraj Uhliarik                 |                                                                  |                                                |
| 207.   | Samuel Záturecký               | pastore evangelico                                               |                                                |
| 208.   | Ján Kozelnický                 | notaio e consigliere di contea                                   |                                                |
| 209.   | Edmund Makuc                   |                                                                  |                                                |
| 210.   | Jozef Kmeť                     | avvocato                                                         |                                                |
| 211.   | Juraj Matuška                  | giudice                                                          |                                                |
| 212.   | Juraj Ježo                     |                                                                  |                                                |
| 213.   | Pavol Sloboda                  |                                                                  |                                                |
| 214.   | Martin Čulen                   | pedagogo e pubblicista                                           |                                                |
| 215.   | Dionýz Feja Rakovský           | avvocato                                                         |                                                |
| 216.   | Arnold Ypolyi                  |                                                                  |                                                |
| 217.   | Karol Langhoffer               |                                                                  |                                                |
| 218.   | Štefan Závodník                | presbitero, linguista e apicoltore                               |                                                |
| 219.   | Samuel Lopušný                 |                                                                  |                                                |
| 220.   | Ján Lajcha                     |                                                                  |                                                |
| 221.   | Jozef Matejka                  | scrittore e storico                                              |                                                |
| 222.   | Andrej Bobček                  |                                                                  |                                                |
| 223.   | J. Szüts                       |                                                                  |                                                |
| 224.   | Móric Kellner                  | impiegato                                                        |                                                |
| 225.   | Ján Kunaj                      |                                                                  |                                                |
| 226.   | Andrej Zachar                  |                                                                  |                                                |
| 227.   | Ján Pavelka                    | scrittore                                                        |                                                |
| 228.   | Jozef Bauer                    | medico e saggista                                                |                                                |
| 229.   | Samuel Láni                    |                                                                  |                                                |
| 230.   | Juraj Budinský                 |                                                                  |                                                |
| 231.   | Karol Halenaj                  | pubblicista e impiegato                                          |                                                |
| 232.   | Anton Penzel                   | agronomo e pomologo                                              |                                                |
| 233.   | Michal Jurík                   |                                                                  |                                                |
| 234.   | Ján Roštár                     |                                                                  |                                                |
| 235.   | Štefan Švantner                |                                                                  |                                                |
| 236.   | Vavrinec Miklošica             | medico                                                           |                                                |
| 237.   | Juraj Mrva                     |                                                                  |                                                |
| 238.   | Ignác Vojáček                  |                                                                  |                                                |
| 239.   | Ľudovít Čurják                 |                                                                  |                                                |
| 240.   | Ján Medvecký                   |                                                                  |                                                |
| 241.   | Leopold Abafi                  | scrittore e pubblicista                                          |                                                |
| 242.   | August Šulek                   | pastore evangelico                                               |                                                |
| 243.   | Daniel Maróthy                 | poeta e parroco evangelico                                       |                                                |
| 244.   | Michal Huluk                   |                                                                  |                                                |
| 245.   | Mikuláš Petrikovič             |                                                                  |                                                |
| 246.   | Samuel Šimko                   |                                                                  |                                                |
| 247.   | Ondrej Uličný                  | orafo ed etnologo                                                |                                                |
| 248.   | Ľudovít Ballo                  |                                                                  |                                                |
| 249.   | Ján Pavlík                     |                                                                  |                                                |
| 250.   | Ján Turský                     | avvocato                                                         |                                                |
| 251.   | Martin Kyška                   |                                                                  |                                                |
| 252.   | Emil Göllner                   |                                                                  |                                                |
| 253.   | Jozef Fraštacký                |                                                                  |                                                |
| 254.   | Peter Kuzmány                  |                                                                  |                                                |
| 255.   | Ján Orság Mareta               |                                                                  |                                                |
| 256.   | Michal Janko                   |                                                                  |                                                |
| 257.   | Samuel Kramár                  |                                                                  |                                                |
| 258.   | Adam Bolvanský                 |                                                                  |                                                |
| 259.   | Ján Gotčár                     | insegnante e presbitero                                          |                                                |
| 260.   | Ľudevíta Šetina                |                                                                  |                                                |
| 261.   | Pavol Kolarič                  |                                                                  |                                                |